# Oxira brunnea
Oxira brunnea là một loài bướm đêm trong họ Noctuidae.